# 南安大略
南安大略（英語：Southern Ontario），又稱南安省，是加拿大安大略省的一區，位於弗伦奇河和阿爾岡金省立公園以南。連同帕里灣區和穆斯科卡區在内，本區約占安大略省總面積的14-15%。本區也是加拿大最南端的地區。
南安大略與北安大略有著極大的差異。與北安大略相比，南安省人口較多，而兩者的氣候和文化亦有所不同。南安大略也可再細分為中安大略、東安大略、西南安大略和金馬蹄地區（包括大多倫多地區）。

## 特色
與北安大略相比，南安大略有著稠密的人口與該省多數的城市、主要道路和機構（北安大略則有自然資源與遼闊的原野）。雖然沒有鹹水灣岸，但該區有豐富的淡水灣岸，除了休倫湖、伊利湖和安大略湖三大湖的圍繞之外，還有錫姆科湖和聖克萊爾湖等小型內陸湖泊。這裡也是主要的葡萄園區及加拿大葡萄酒產地。

## 人口統計

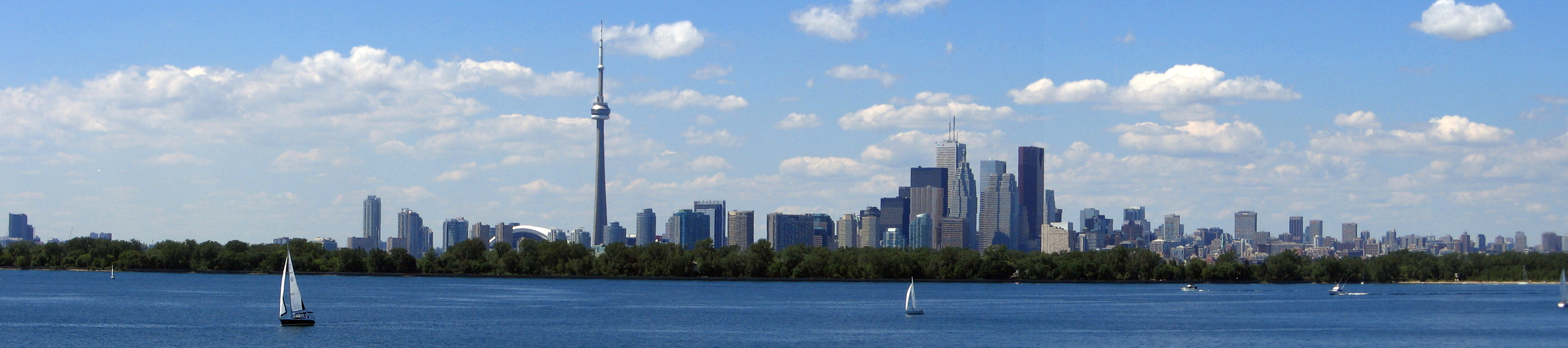
多倫多天際綫

南安大略人口約有1210萬人，占全安大略省（1310萬人）的92%。這是由許多因素所造成，包括南部有較多的可耕地、較為溫和的氣候、便利的交通、接近美國東北及中西部人口聚集區、以及歐洲開拓者和殖民主義的歷史。
數千年來，本地是原住民部落的領土。在歐洲接觸時，此地居住了許多有著不同語言的原住民。目前這裡仍有許多原住民部落，人口約有200,000人。
南安大略是法國和英國殖民地。在本地開始發展成歐洲人居住地後（特別是在美國大革命後，其他歐洲移民逐漸湧入），在19世紀晚期至20世紀初期移民數量不斷上升。自20世紀中期起，新移民大多來自亞洲及其他地區。本區（特別是大多倫多地區）是世界最重要的移民地之一。
本地有龐大的製造產業。自2000年代中期起，安大略的每年汽車生產量已超越密西根州。南安大略屬於銹帶一部份。因產業結構調整或就業機會移往海外所造成的工廠關閉現象一直在本地城市上演。但該省二大都市，多倫多與渥太華已快速轉型至服務業與知識經濟，但多倫多仍有強大的工業。多倫多也是金融重鎮，不僅加拿大主要銀行都坐落於此，也是多倫多證券交易所所在地。該國首都渥太華，經濟受到了公部門的極大影響。
南安大略部分地區的產業和居民與紐約州和密西根州的邊境城市關係密切。主要地區有尼亞加拉區、薩尼亞和底特律-溫莎地區。許多民眾橫跨兩岸工作與居住。為頻繁橫跨邊境民眾所設立的NEXUS計畫，參加人數不斷增加。其他與南安大略往來頻的地區還有蒙特婁、魁北克省、俄亥俄州北部和賓州西部。

## 旅遊
南安大略以其景點和旅遊業聞名。著名景點有西恩塔、國會山、尼加拉瀑布、加拿大國家美術館、加拿大奇幻樂園、加拿大博覽會、加拿大戰爭博物館、多倫多動物園、冰球名人堂、皇家加拿大鑄幣廠、海洋公園（Marineland）、麗都運河和皇家安大略博物館。
尼加拉瀑布是全球旅客數第六多的景點，每年吸引了超過1400萬名旅客。多倫多是全球國外旅客數第七多的城市，每年吸引了660萬名旅客。渥太華是加拿大國內旅客最多的城市，每年國內旅客數達690萬人。
南安大略是許多職業球隊所在地，包括多倫多藍鳥、多倫多暴龍、多倫多楓葉、渥太華參議員、多倫多FC以及加拿大足球聯賽的三支球隊。同時本區也是高爾夫加拿大公開賽和網球加拿大大師賽的舉辦地。

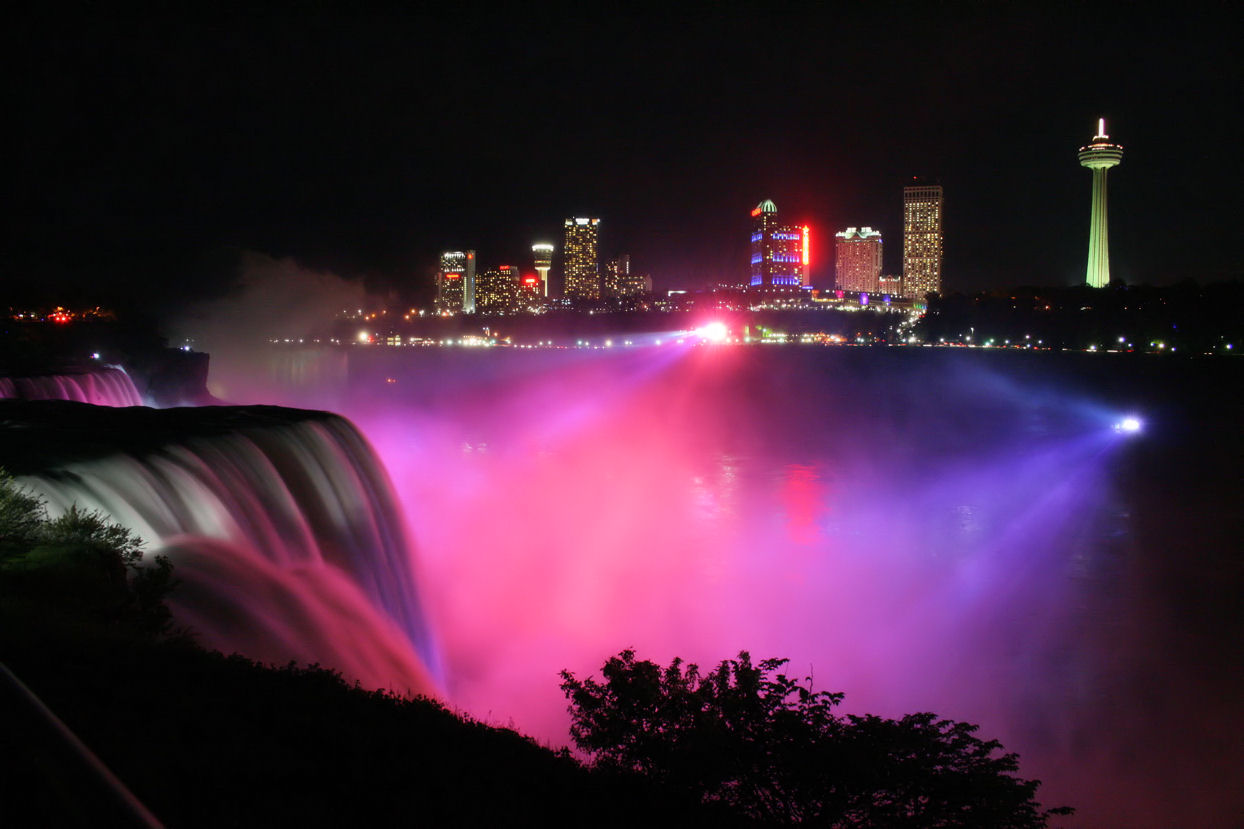
尼加拉 瀑布

本地也主辦許多國際知名的節慶與活動，包括多倫多國際電影節、Winterlude、加勒比節（Caribana）、渥太華藍調音樂節（Ottawa Bluesfest）、多倫多驕傲周（Pride Week）、基奇納-滑鐵盧啤酒節（Kitchener-Waterloo Oktoberfest）、哈夫洛克鄉村音樂節（Havelock Country Jamboree）、本田印地多倫多大賽（Honda Indy Toronto）、薩尼亞海灣音樂節（Sarnia Bayfest）、渥太華的加拿大日、溫莎-底特律國際自由節（Windsor-Detroit International Freedom Festival）、斯特拉特福莎士比亞節（Stratford Shakespeare Festival）和維京音樂節（Virgin Festival）。
數座大型合法賭場在安大略省陸續開幕，當中以溫莎凱薩賭場（Caesars Windsor）和尼加拉瀑布賭場酒店（Fallsview Casino）為省内兩座最重要的賭場。除了賭場，安大略還有許多合法的賽馬場，附設吃角子老虎機。該省所有的賭博活動都由安大略彩票與賭博公司（Ontario Lottery and Gaming Corporation，OLG）和安大略酒精與賭博委員會（Alcohol and Gaming Commission of Ontario）監督。
南安大略也有許多優美的自然景點。瓦沙加海灘（Wasaga Beach）、大灣（Grand Bend）和沙岸省立公園（Sandbanks Provincial Park）是五大湖沿岸沙灘。尼亞加拉斷崖提供登山、滑雪、及包括尼加拉瀑布內的數以百計的大小瀑布。渥太華河有世界一流的急流泛舟，吸引了全球的泛舟客和獨木舟愛好者。安大略公園管理局（Ontario Parks）掌管所有省立公園，加拿大公園管理局主管所有國家公園。

## 城市
南安大略是加拿大最大都市與首都的所在地。多倫多為安大略省首府、加拿大最大以及北美第五大都市。人口約有2,503,281人，2009年底都會區人口超過580萬人。渥太華是加拿大首都，全國第四大都市，也是多數聯邦政府部門與加拿大國會的所在地。該市人口812,129人，都會區人口為140萬。
南安大略共有8個電話區碼：226、289、416、519、613、647、705和905，343將在2010年啟用。

### 普查都會區
加拿大統計局的普查都會區（Census metropolitan areas, CMA）計算方式是核心城市人口加上通勤都市人口。S備註：一座城市的都會區可能會大於普查都會區。舉例來說，許多人認為奧沙華屬於大多倫多地區，但加拿大統計區將其獨立列為普查都會區。

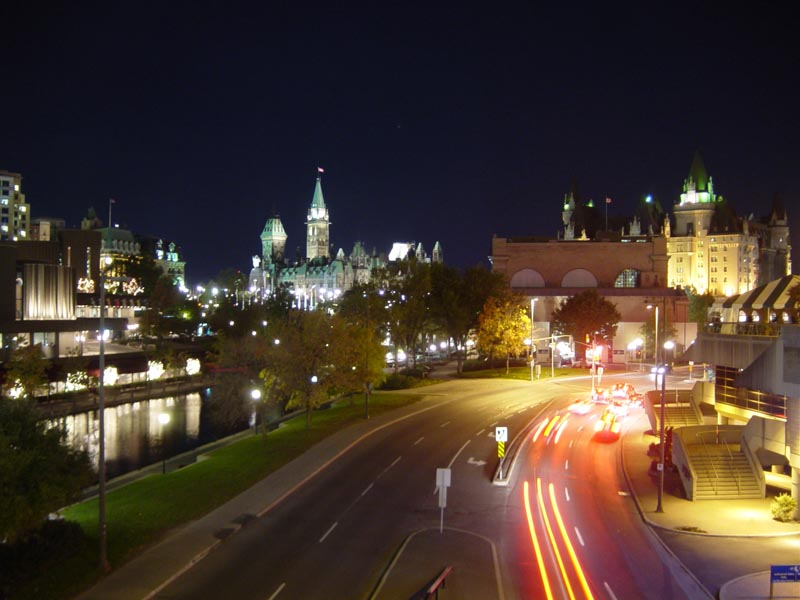
渥太華

| 南安大略都市（未列入所有普查都會區） | 2011      | 2006      | 2001      |
| ------------------------------------ | --------- | --------- | --------- |
| 多倫多普查都會區                     | 5,583,064 | 5,113,149 | 4,682,897 |
| 渥太華普查都會區                     | 1,236,324 | 1,130,761 | 1,067,800 |
| 哈密爾頓普查都會區                   | 721,053   | 692,911   | 662,401   |
| 基秦拿普查都會區                     | 477,160   | 451,235   | 414,284   |
| 倫敦普查都會區                       | 474,786   | 457,720   | 435,600   |
| –尼加拉普查都會區                    | 392,184   | 390,317   | 377,009   |
| 奧沙華普查都會區                     | 356,177   | 330,594   | 296,298   |
| 溫莎普查都會區                       | 319,246   | 323,342   | 307,877   |
| 巴里普查都會區                       | 187,013   | 177,061   | 148,480   |
| 普查都會區                           | 159,561   | 152,358   | 146,838   |
| 普查都會區                           | 141,097   | 127,009   | 117,344   |
| 布蘭特福德普查都會區                 | 135,501   | 124,607   | 118,086   |
| 普查都會區                           | 118,975   | 116,570   | 110,876   |

## 普查區
本區下分40個普查區，包括22縣、8區域自治市（Regional municipality）、9單層自治市（Single-tier municipality）和一個區。
| - 布蘭特縣（136,035） - 布魯斯縣（66,102） - 查塔姆-肯特（104,075） - 達弗林縣（56,881） - 區域自治市（608,124） - 埃爾金縣（87,461） - 艾塞克斯縣（388,782） - 芳堤娜縣（149,738） - 格雷縣（92,568） - 哈爾迪曼德縣-諾福克縣（109,118） | - 哈利伯頓縣（17,026） - 荷頓區域自治市（501,669） - 漢密爾頓（519,949） - 黑斯廷斯縣（134,934） - 休倫縣（59,100） - 卡沃薩湖市（73,214） - 蘭布頓縣（126,199） - 拉納克縣（65,667） - 利茲和格倫維爾聯合縣（99,306） - 倫諾克斯和阿丁頓縣（41,824） | - 米德爾塞克斯縣（439,151） - 穆斯科卡區域自治市（58,047）1 - 尼加拉區域自治市（431,346） - 諾森伯蘭縣（82,126） - 渥太華（883,391） - 牛津縣（105,719） - 帕里灣區（42,162）1 - 皮爾區域自治市（1,296,814） - 珀斯縣（75,112） | - 彼得伯勒縣（134,933） - 普雷斯科特和羅素聯合縣（85,381） - 愛德華王子縣（25,258） - 倫弗魯縣（101,326） - 錫姆科縣（446,063） - 史托蒙特、鄧達斯和葛蘭蓋瑞聯合縣（111,164） - 多倫多（2,615,060） - 滑鐵盧區域自治市（507,096） - 威靈頓縣（208,360） - 約克區域自治市（1,032,524） |  |

1 穆斯科卡與帕里灣通常被視為是南北安大略的交界區。雖然兩區在地理上都位於南方，但有時在文化和政治上會被視為北安大略。

## 交通運輸

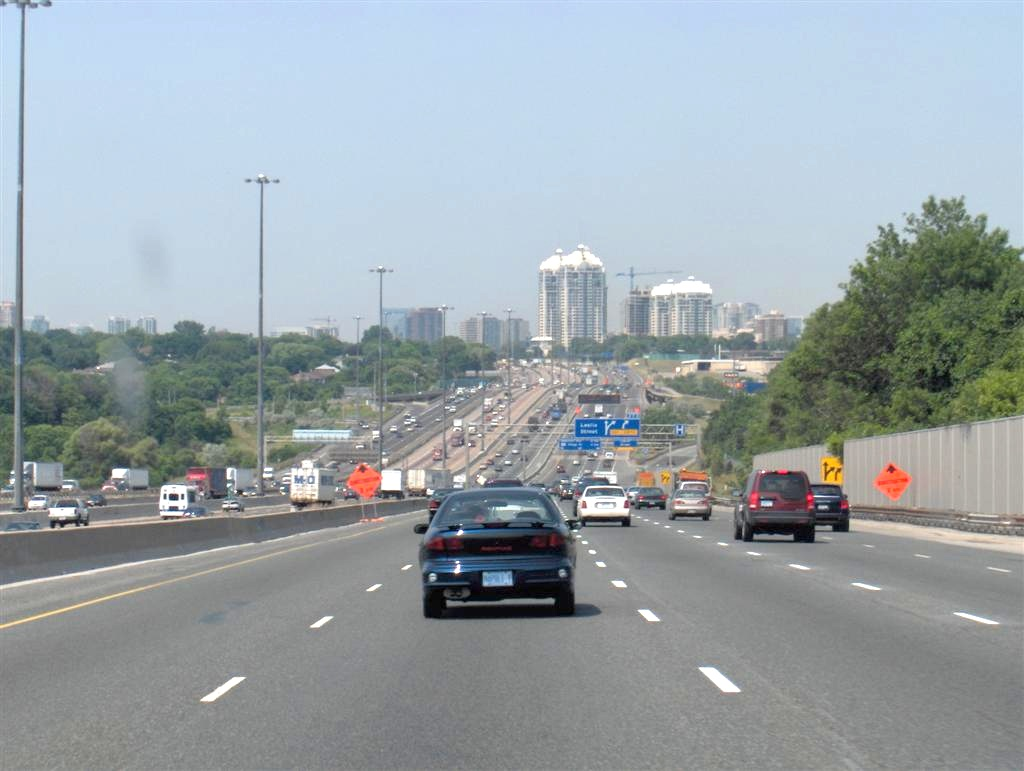
401號公路接近當河谷園林公路交匯處的路段

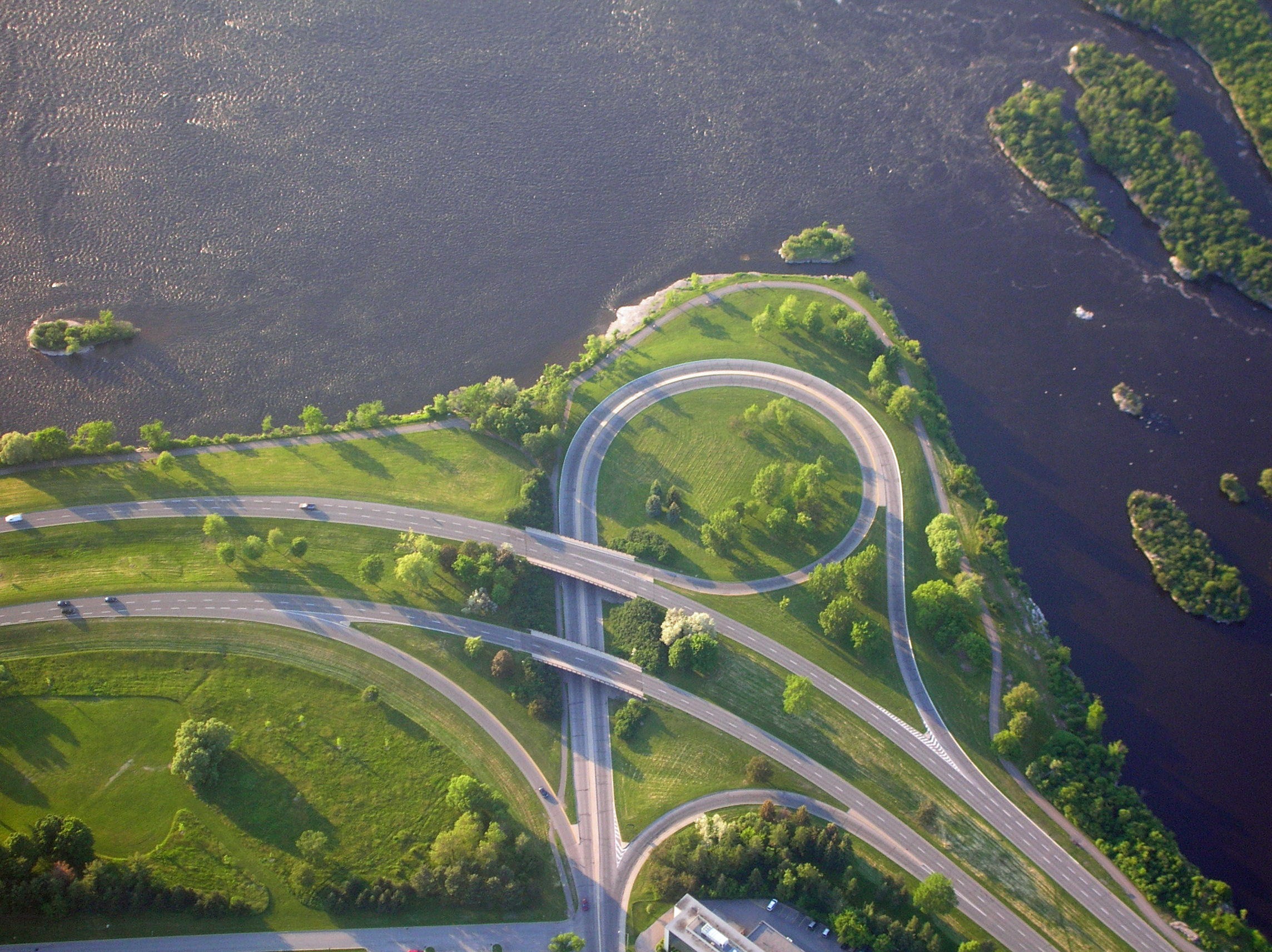
渥太華河園道

南安大略的陸路運輸系統發達，當中包括多條高速公路。南安大略的高速公路系統常被稱為國王公路系統或400系列公路。除了406號公路，所有南安大略高速公路都是四線道以上。主要的高速公路有400號公路、401號公路、402號公路、403號公路、404號公路、405號公路、406號公路、407號公路、409號公路、410號公路、416號公路、417號公路、420號公路、427號公路、當河谷園林公路、嘉甸拿高速公路、伊利沙伯皇后道、林肯·亞歷山大園林公路、紅山谷園林公路、康那斯多格園道和E·C·勞高速公路。其他一些不是高速公路或快速道路的重要道路有渥太華河園道、艾倫道、首都機場園道、漢隆園道、115號公路、渥太華174號地區道路、6號公路、7號公路和8號公路。
貫通南安大略的401號公路是全球最寬、最繁忙的高速公路之一。
401號公路的最寬處市在多倫多的18線道。2007年，401號公路更名為英雄公路，以紀念在阿富汗戰爭中喪生的加拿大軍人。 （页面存档备份，存于） 416號公路在1990年命名為退伍軍人紀念公路，以紀念加拿大所有參戰的退伍軍人。
南安大略的高速公路由安大略交通部使用COMPASS-高速公路交通管理系統監控。
南安大略擁有一些北美最繁忙的陸路口岸，包括大使橋、底特律-溫莎隧道、和平橋、彩虹橋、千島橋、奧登斯堡-普雷斯科特橋、劉易斯頓-昆士頓橋和藍水橋。
本地有悠久的水路運輸。每年有數百萬噸的貨運經由五大湖和聖羅倫斯海道運輸。韋蘭運河是五大湖水路的重要通道，讓船隻能避開尼加拉瀑布。聖克萊爾河和底特律河是休倫湖與伊利湖間的溫莎、薩尼亞地區的重要旅遊河川。南安大略有著數千座淡水湖泊與河川，以及特倫特-塞文水道（Trent-Severn Waterway）和麗都運河。
南安大略另一項運輸方式是鐵路。本地主要鐵路服務商為維亞鐵路。大多倫多地區還有龐大的通勤鐵路系統GO運輸。
南安大略有數座國際機場，包括加拿大最繁忙的機場多倫多皮爾遜國際機場、渥太華麥克唐納－卡蒂埃國際機場、約翰·卡爾·芒羅哈密爾頓國際機場、倫敦國際機場和滑鐵盧地區國際機場。許多住在鄰近密西根和紐約州的民眾也使用底特律都會韋恩縣機場或布法羅尼加拉國際機場。

## 氣候

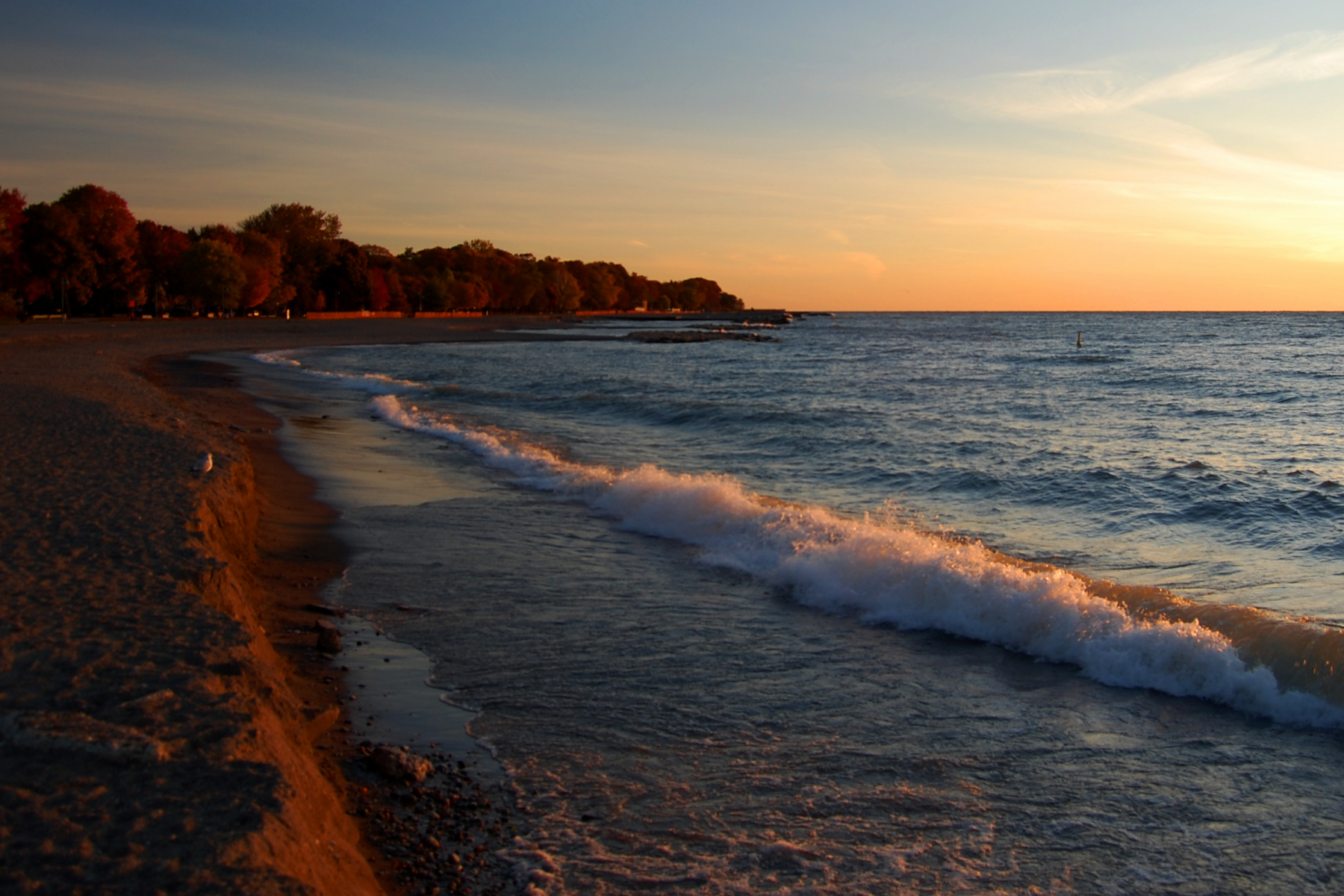
安大略湖沿岸多倫多沙灘日出一景

南安大略屬於濕潤大陸性氣候（柯本 Dfa 至 Dfb），四季分明。七月平均高溫可達25 °C (77 °F) 至28 °C (82 °F)。一月高溫介於-6 °C (21 °F) 至0 °C (32 °F)之間。南安大略史上最高溫度為45 °C (113 °F) ，濕度指數約52 °C (125 °F)。寒流來襲時，南安大略中部及東部的冬季氣溫可降至-30 °C (-22 °F)，而西南與尼加拉地區氣溫鮮少低於-20 °C (-4 °F)。
惡劣的天氣情況在本地並不少見，夏季之初南安大略有時會遭受龍捲風襲擊但更常見的是直線風損害、冰雹和雷雨造成的地區性水災。雖然大多數龍捲風都未造成嚴重損害，但本區位於龍捲風走廊（Tornado Alley）外圍，數十年一次的(F4)級龍捲風持常造成廣大災害。南安大略有時也遭受到殘餘熱帶氣旋、水災、冰雹
、暴風雪等災害。
本區也有小型地震發生。目前最高震度紀錄是康瓦耳地區的芮氏5.6 級。
該區的秋葉是首屈一指的景色。眾多遊客在秋季來到此地觀賞光鮮奪目的景色。
南安大略氣候與加拿大其他地區十分不同。這裡是加拿大唯一擁有卡羅萊納式森林的地區（Carolinian forest）。南安大略有著許多在加拿大其他地區所沒有的樹木、植物與野生動物。一些稀有的樹有美國鵝掌楸和黃瓜樹。南安大略的卡羅萊納式森林因為經濟發展而大量被破壞。目前只剩下極少數地區還保有這式森林。
本區有該國最多的淡水沙灘。由於夏季相對溫暖和白沙， 本區的主要沙灘在夏季吸引了數百萬遊客前往。最受歡迎的沙灘有瓦沙加海灘、大灣和沙岸省立公園。

## 外部連結
- 南安大略旅遊網
- 南安大略道路地圖 （页面存档备份，存于）